# 2833 Radishchev
2833 Radishchev eller 1978 PC4 är en asteroid i huvudbältet som upptäcktes den 9 augusti 1978 av det rysk-sovjetiska astronomparet Nikolaj och Ljudmila Tjernych vid Krims astrofysiska observatorium på Krim. Den har fått sitt namn efter Aleksandr Radisjtjev.
Den tillhör asteroidgruppen Koronis.